# Cantonul Coulanges-sur-Yonne
Cantonul Coulanges-sur-Yonne este un canton din arondismentul Auxerre, departamentul Yonne, regiunea Burgundia, Franța.

## Comune
- Andryes
- Coulanges-sur-Yonne (reședință)
- Crain
- Étais-la-Sauvin
- Festigny
- Fontenay-sous-Fouronnes
- Lucy-sur-Yonne
- Mailly-le-Château
- Merry-sur-Yonne
- Trucy-sur-Yonne